# یواس‌اس اوکلاواها (ای‌او-۸۴)
یواس‌اس اوکلاواها (ای‌او-۸۴) (به انگلیسی: USS Ocklawaha (AO-84)) یک کشتی بود که طول آن ۵۲۳ فوت ۶ اینچ (۱۵۹٫۵۶ متر) بود. این کشتی در سال ۱۹۴۳ ساخته شد.